# Schultesia pachyphylla
Schultesia pachyphylla är en gentianaväxtart som beskrevs av August Heinrich Rudolf Grisebach. Schultesia pachyphylla ingår i släktet Schultesia och familjen gentianaväxter. Inga underarter finns listade i Catalogue of Life.